# Le Brigand gentilhomme (film, 1925)
Pour plus de détails, voir Fiche technique et Distribution.
Le Brigand gentilhomme (Dick Turpin) est un film muet américain en noir et blanc réalisé par John G. Blystone, sorti en 1925.

## Synopsis
En Angleterre, au XVIIIe siècle. Après avoir volé lord Churlton, le célèbre bandit de grand chemin et justicier, Dick Turpin, découvre que ce noble va épouser Alice Brookfield. Celle-ci le trouve repoussant, mais elle est contrainte par sa famille de contracter ce mariage. Avec l'aide de sa servante Sally, Dick Turpin élabore un plan : il habille Alice en garçon et la fait passer clandestinement à York. Mais le plan échoue et Dick est pourchassé par les autorités. Il parvient à s'échapper et sauve Alice in extremis. Tous deux s'enfuient en France. Dick abandonne ses activités criminelles et trouve le bonheur auprès d'Alice.

## Fiche technique
- Titre original : Dick Turpin
- Titre français : Le Brigand gentilhomme
- Réalisation : John G. Blystone
- Scénario : Charles Kenyon, Charles Darnton et Donald W. Lee(non crédité)
- Photographie : Daniel B. Clark
- Producteur : John G. Blystone
- Société de production et de distribution : Fox Film
- Pays de production :  États-Unis
- Langue originale : anglais américain
- Format : noir et blanc — 35 mm — 1,33:1 — muet
- Genre : aventure, historique
- Durée : 70 minutes
- Date de sortie : 1er février 1925

## Distribution
- Tom Mix : Dick Turpin
- Alan Hale : Tom King
- Kathleen Myers : Lady Alice Brookfield
- Philo McCullough : Lord Churlton
- Lucille Hutton (en) : Sally
- James A. Marcus : Squire Crabtree
- Bull Montana : Bully Boy
- Jack Herrick : Buck Horse
- Tony the Horse : Black Bess

Acteurs non crédités
- Gary Cooper : un figurant dans la foule
- Fay Holderness (en) : barmaid
- Carmencita Johnson : un bébé
- Valentine Black : un bébé
- Sid Jordan : chef de la patrouille
- Buck Jones : un figurant dans la foule
- Carole Lombard : un figurant dans la foule